# آکواریوم

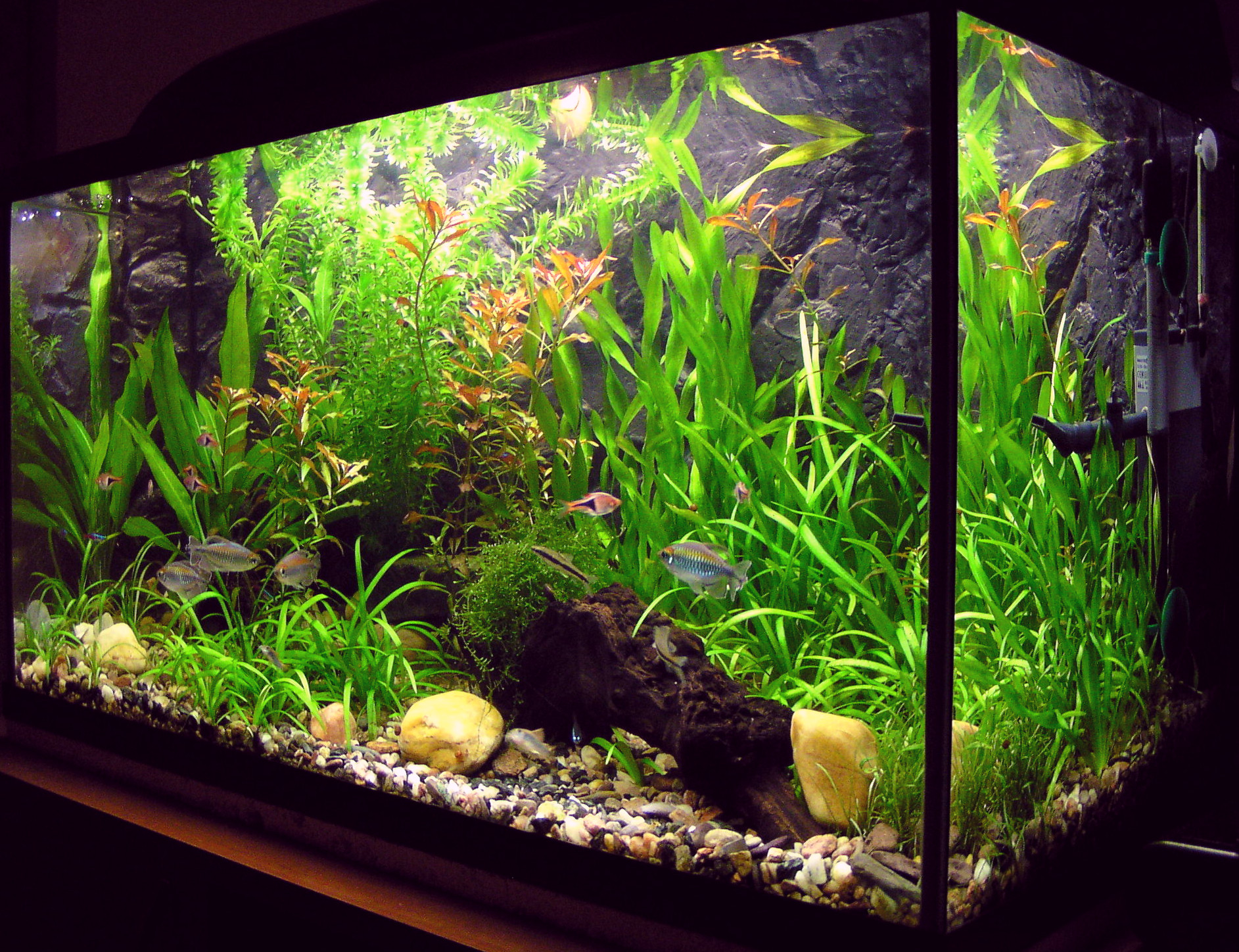
تصویری از یک آکواریوم همراه با گیاهان و ماهیهای نواحی گرمسیری

آبزی‌دان یا آکواریوم (به انگلیسی: Aquarium) محیطی مصنوعی برای نگهداری آبزیان است. آکواریوم ظرفی است شیشه‌ای که در آن گیاهان و جانوران آبزی (معمولاً ماهی‌ها) نگه داشته می‌شوند. ماهیگیران از آبزیان برای نگهداری ماهی، بی‌مهرگان،میگو دوزیستان، خزندگان آبزی، مانند لاک‌پشت‌ها و گیاهان آبزی استفاده می‌کنند.

## ریشه‌شناسی
همان‌طور که واژهٔ باغ وحش برای اشاره به محلی که در آن جانوران روی خشکی زندگی می‌کنند، مورد استفاده قرار می‌گیرد، واژهٔ آکواریوم (aquarium) هم به یک بنای عمومی که در آن گروه زیادی از گونه‌های آبزی نگهداری می‌شوند، اشاره می‌کند. اصطلاح «آکواریوم»، توسط فیلیپ هنری گوس، طبیعی دان انگلیسی ایجاد شده‌است، ریشه لاتین aqua، به معنی آب را با پسوند -arium، به معنی «مکانی برای ارتباط» ترکیب می‌کند. آکواریوم‌ها معمولاً برای ایجاد فضایی زیبا در خانه یا محل کار خریداری یا ساخته می‌شوند.

## پیشینه

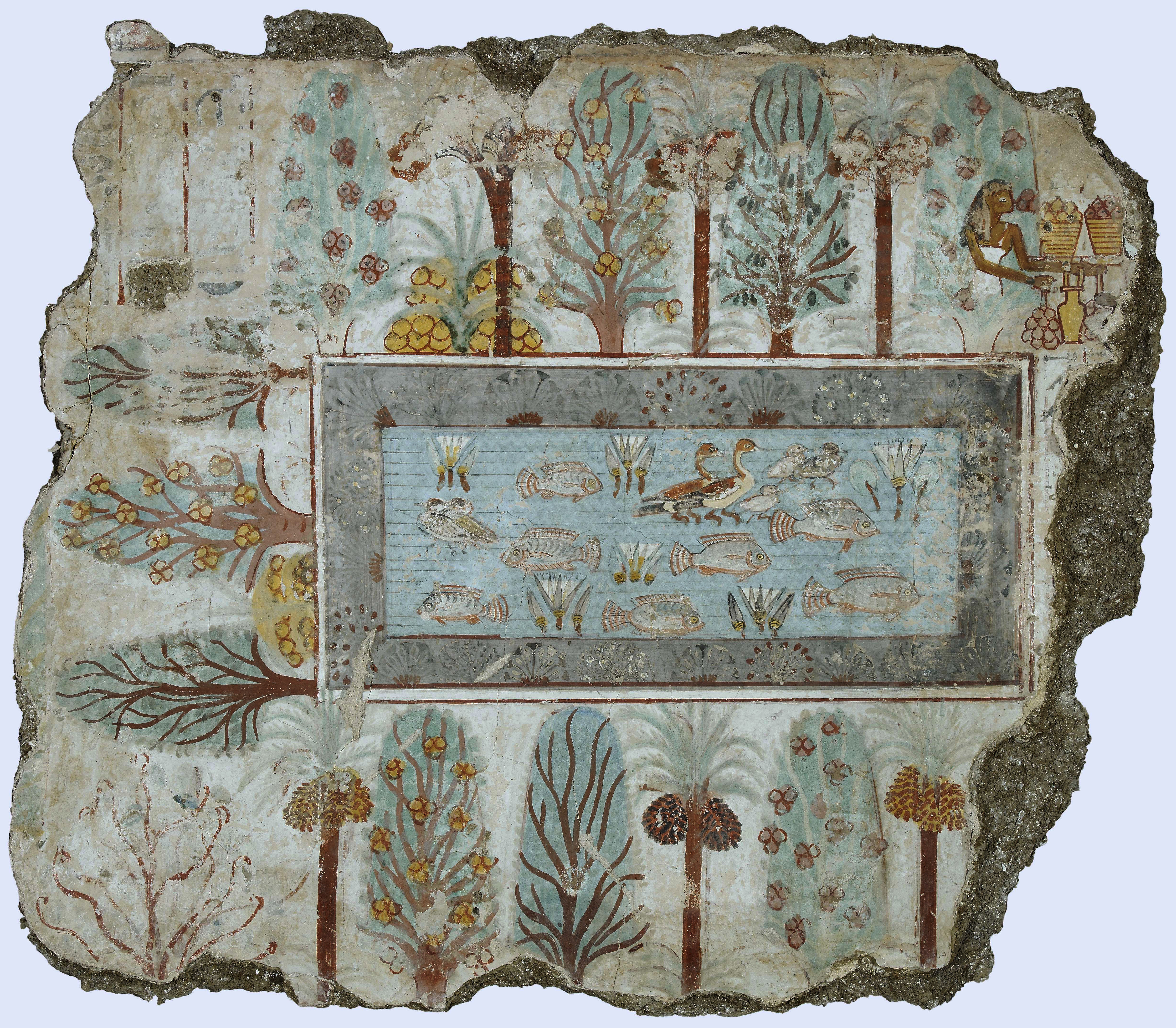
نقشی از مقبره «نب آمون» ۱۴۰۰ سال قبل از میلادِ مسیح در مصر

چشیدن لذت نگهداری ماهی در مخزن شیشه‌ای به قرن ۱۷ میلادی برمی‌گردد. در سال ۱۶۶۵، روزنامه‌نویسی به نام ساموئل پپیس گروهی از ماهی‌های کمیاب را در محفظه‌ای شیشه‌ای پر از آب نگهداری می‌کرد. پس از آن، مردم به این کار به چشم یک سرگرمی جالب نگاه کردند و به این شکل بود که نگهداری ماهی در آکواریوم رواج پیدا کرد. نگهداری موجوداتِ آبزی در یک محیطِ مصنوعی توسطِ انسان، به هزاران سال پیش بر می‌گردد. سومری‌ها، ماهی‌ها را قبل از اینکه به مصرفِ غذایی برسانند، در حوضچه‌هایی نگهداری می‌کردند؛ همین کار را مصری‌ها نیز می‌کردند. منشأ آکواریوم در سال ۱۸۵۰ توسط شیمیدان رابرت وارینگتون به‌طور کامل توسعه یافت، او توضیح داد که گیاهان اضافه شده به آب در یک ظرف، اکسیژن کافی برای حمایت از حیوانات را می‌دهند، به شرطی که تعداد حیوانات خیلی زیاد نشود. شوق آکواریوم در اوایل دوره ویکتوریای انگلیس توسط فیلیپ آغاز شد، او اولین آکواریوم عمومی را در باغ وحش لندن در سال ۱۸۵۳ ایجاد و ذخیره کرد و اولین کتاب راهنما را با نام «آکواریوم: رونمایی از عجایب دریای عمیق» در سال ۱۸۵۴ منتشر کرد.

## تقسیم‌بندی آکواریوم‌ها
1. جنسِ آب (آب شور و شیرین)
2. دما (آبِ سرد و گرم)
3. سکنه (جمعیتی، بی مهرگان، گوشتخوار،...)

## وسایل مورد نیاز
- مخزن، تانک یا همان محفظه آکواریوم

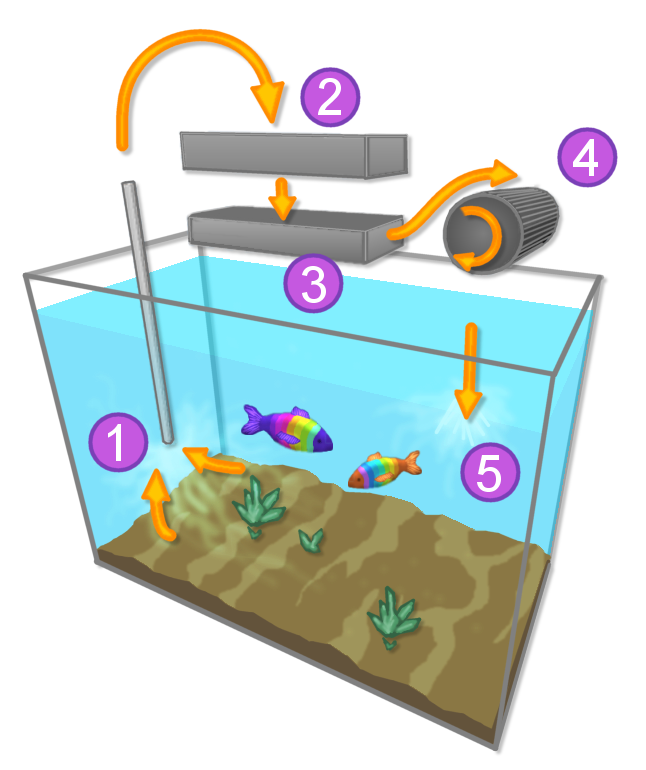
سازوکار آکواریوم ۱ مکنده فیلتردار (Intake) ۲ فیلتر مکانیکی ۳ فیلتر کربن فعال ۴ فیلتر زیستی مطلوب ۵ سرریز به مخزن

- پایه برای استقرار و ثابت نگه داشتن آکواریوم
- شن
- دماسنج
- وسایل فیلتر و تمیزسازی آکواریوم (مانند: فیلتر کفی، گپ، تاپ فیلتر، فیلتر سطلی)
- شلنگ اکسیژن، رابط شلنگ‌ها، بست و چسبک
- تجهیزات نورپردازی
- پمپ آب
- بخاری یا حرارت‌دهنده
- داروی ضدعفونی یا کاندیشنرهای متعادل‌کننده آب
- وسایل لازم برای هوادهی (مانند: پمپ هوا، شلنگ هوا، ترمینال، سنگ هوا)
- تزئینات آکواریوم مانند صخره، درختچه، نوارهای پهن و باریک، پوستر پشت آکواریوم و…
- تور صید ماهی

## ویژگی‌ها و نگهداری

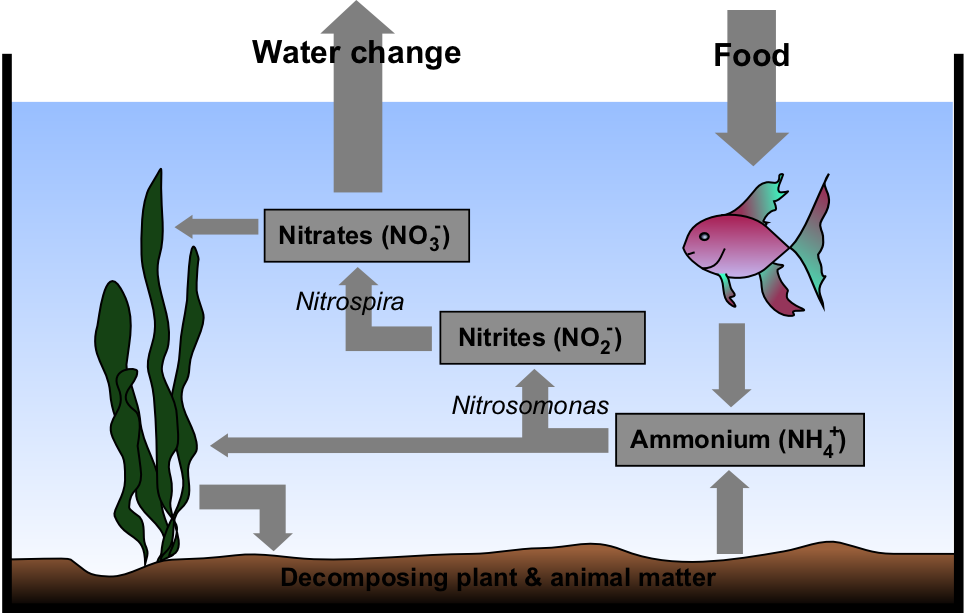
چرخه نیتروژن در آکواریوم

آکواریوم‌ها در ابعاد و در طرح‌های گوناگون ساخته می‌شوند و قیمت آن‌ها بستگی به جنس و ضخامت شیشه، لوازم و تزئینات، نوع ماهی‌ها، گیاهان و بعضی فاکتورهای دیگر دارد.
- پمپ هوا که یک وسیله ضروری است تا هوادهی در آب انجام شود و اکسیژن آب تأمین شود. پمپ هوا با لرزش خود هوا را به درون لوله‌ای که در ته آن سنگ هوا نصب شده منتقل می‌کند و سنگ هوا هم که در آب قرار دارد اکسیژن را وارد آب می‌کند.
- وسیله دیگر بخاری است که باید در دمای ۲۸ یا ۳۰ درجه تنظیم گردد تا ماهی‌ها بتوانند زندگی و رشد مطلوبی داشته باشند و دچار بیماری نشوند.

بخاری‌های آکواریوم به دو دسته اتوماتیک و غیر اتوماتیک تقسیم می‌شوند.
- داخل آکواریوم باید یک دماسنج قرار داده یا روی شیشه آن نوع چسبنده آن نصب شود تا همیشه از دمای دقیق آب اطلاع داشته باشیم.
- وسیله دیگری که برای آکواریوم استفاده می‌شود و به زیبایی آن کمک زیادی می‌کند نوعی لامپ مهتابی با نور بنفش، آبی یا سفید است. این لامپ‌ها نه تنها برای زیبایی مهم هستند بلکه برای رشدِ سالم‌تر گیاه‌ها و آبزیانِ داخل آکواریوم ضروری می‌باشند. به‌طورِ معمول باید لامپِ آکواریوم حداقل ۶ ساعت در روز روشن باشد.
- هیچگاه نباید آکواریوم را با مواد شیمیایی مانند مایع ظرفشویی، پودرهای شوینده، صابون، و… شست و فقط با آب و نمک باید شسته شود. البته گاهی برای از بین بردن رسوب‌های ناشی از تبخیر آب می‌توان از تفالهٔ آبلیمو استفاده کرد به گونه‌ای که تفاله‌ها را روی محل رسوب‌های آب قرار داده و پس از چند دقیقه با دستمال پاک کرده و سپس با آب و نمک شست.
- برای تزئینات داخل آکواریوم نباید از وسایل تیز، برنده و لوازمی از جنس آهن، مس، آلومینیوم و دیگر فلزاتی که در تماس با آب تجزیه نامطلوب می‌شوند استفاده کرد و اشیاء دارای رنگ و بوی غیر استاندارد نیز می‌تواند به سلامت ماهیان آسیب برساند. می‌توان از سنگ‌های کف رودخانه‌ها و سنگ‌های شسته شده هم برای تزئین استفاده کرد.

## تزئین دکوراسیون آکواریوم
از آن جایی که خرید و نگهداری آکواریوم خانگی در بین افراد رواج پیدا کرده و تاثیر مستقیمی با دکوراسیون داخلی خانه‌‌ها دارد، شاهد ابداع شدن روش‌های متنوع تزئین آکواریوم هستیم. عمدتا افراد می‌توانند با استفاده از چسب آکواریوم و برخی لوازم موجود در خانه، آکواریوم خود را تزئین کرده و زیبایی بی نظیری به دکوراسیون داخلی خانه خود ببخشند. البته پیشنهاد ما به شما این است که در انتخاب متریال لوازم تزئین آکواریوم دقت کافی داشته باشید تا مشکلی برای سلامتی موجودات زنده داخل آکواریوم پیش نیاید.

## راه‌اندازی آکواریوم آب شیرین[۴]

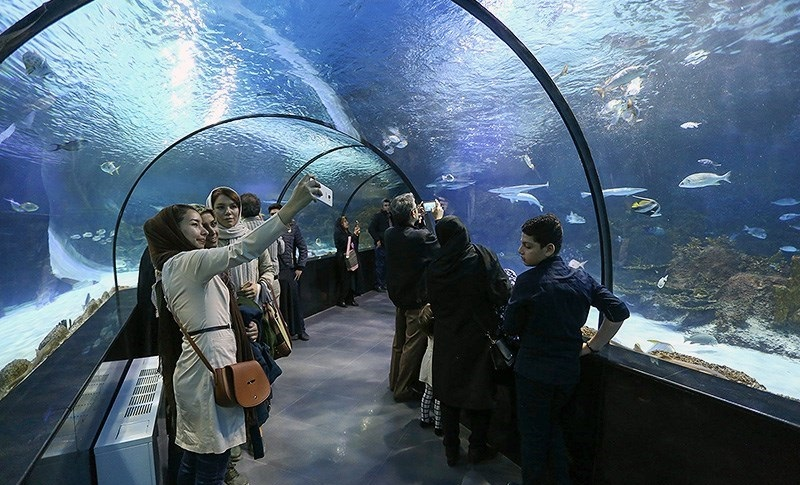
آکواریوم اصفهان در منطقه جنگلی ناژوان

پس از تهیه وسایل فوق ابتدا داخل آکواریوم را به خوبی شسته (جهت از بین بردن هر گونه آلودگی احتمالی) آکواریوم را بر روی پایه مورد نظر مستقر نموده (پیشنهاد می‌شود بین آکواریوم و سطح پایه از یونولیت استفاده شود انتخاب قطر یونولیت بستگی به میزان وزن آکواریوم و حجم آب آن دارد که به‌طور استاندارد از ۱ الی ۳ سانت مورد استفاده قرار می‌گیرد) فیلترهای کفی را بسته به اندازه کف آکواریوم نصب نموده و شن‌های از قبل شسته شده را بر روی فیلتر کفی ریخته تا سطحی صاف را فراهم سازد سپس شلنگ‌های ارتباطی را جهت انتقال هوا به فیلتر کفی و نیز سنگ هوا منتقل نمود. جهت زیباسازی دکور داخلی آکواریوم می‌توان از وسایل تزئینی مانند سنگ، گیاه و……. استفاده نمود، باید در نظر داشت که این وسایل مانعی برای شنا کردن ماهیان در داخل آکواریوم نباشد. پس از اتمام این مرحله از کار می‌توان شروع به آب‌گیری آکواریوم نمود.
توضیح:پس از آب‌گیری آکواریوم می‌بایست شرایط مناسب آب را فراهم کرد.

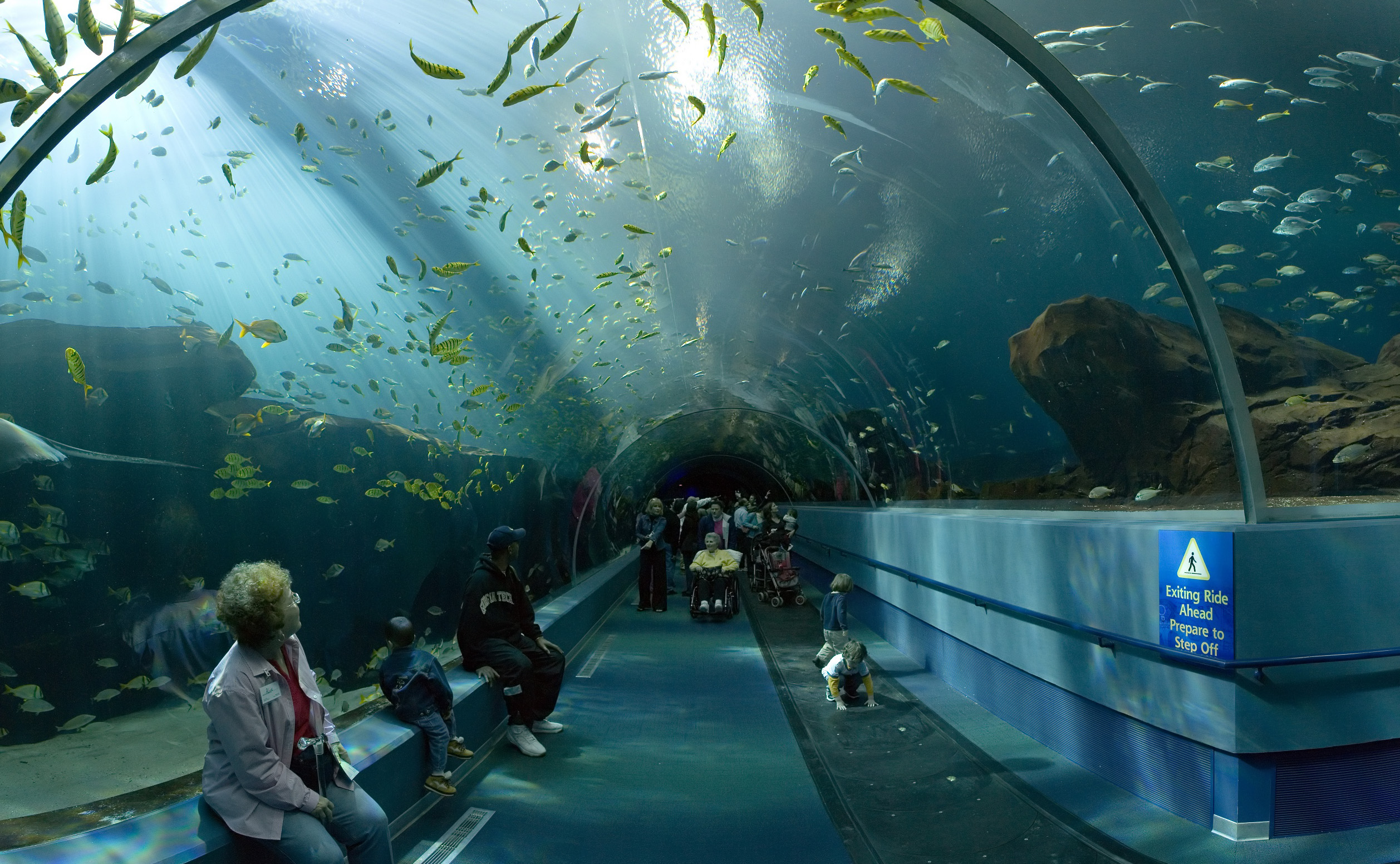
جرجیا - یکی از بزرگ‌ترین آکواریوم‌های عمومی - آمریکا

1. کلر زدایی آب: جهت کلر زدایی می‌توان از محلول‌های ضد کلر مطابق دستور درج شده بر روی محلول استفاده نمائیم (در صورت عدم دسترسی به محلول پس از گذشت ۲۴ ساعت کلر داخل آب از بین رفته و قابل استفاده می‌باشد.

نکته: بهتر است برای بالا بردن کیفیت آب و اطمینان خاطر با محلول‌های ضدعفونی آب را ضدعفونی نمود.
1. تنظیم دمای آب: درجه دمای آب آکواریوم بسته به نوع ماهی‌های آن تنظیم می‌گردد که این دما بسته به تحمل ماهی بین ۲۴–۲۸ درجه متغیر است.
2. هوادهی جهت تنظیم اکسیژن داخل آب شلنگ اصلی خارج شده از آکواریوم را به ترمینال پمپ هوا وصل نموده و مقدار هوای مورد نیاز هر یک از وسایل داخل آکواریوم را تنظیم می نمائیم.

- برای رها کردن ماهی در آکواریوم هیچگاه نباید عجله کرد زیرا آکواریومی که تازه چسب می‌خورد حاوی گازهای ناشی از چسب می‌باشد و قبل از وارد کردن ماهی‌ها به داخل آکواریوم، باید چندین بار آن را آب نمود و شست، و سعی کرد از ماهی‌های ارزان قیمت شروع کرد تا سیکل ازت آب کامل گردد.
- نکته‌ای که باید هنگام تهیه آکواریوم به آن توجه شود این است که قبل از اینکه ماهی را بخرید باید آکواریوم را حدوداً ۴ روز قبل بخرید و درون آن را آب بریزید و پمپ هوا را هم درون آن بگذارید تا طی این مدت هوادهی انجام شود و هم چنین گازهای محلول در آب مانند کلر از بین بروند. در ضمن باید حباب‌های ریزی را که روی شیشه آکواریوم تشکیل شده را با وسیله‌ای از بین برد تا ماهی‌ها از بین نروند.[نیازمند منبع]
- یک نکته مهم دیگر این است که آکواریوم می‌بایست چرخه نیتروژن یا ازت را طی کند که این مدت معمولاً ۴۰ تا ۴۵ روز زمان لازم دارد. البته برای تسریع در اینکار می‌توان از قرص‌ها یا محلول‌های موجود در بازار که حاوی باکتریهای لازم هستند نیز استفاده نمود. اما در نهایت بهتر است که این چرخه به‌صورت طبیعی طی گردد. برای اینکار بهتر است که چند ماهی مقاوم مانند زبرا (حداکثر ۱۰ ماهی نسبت به حجم آکواریوم) در آکواریوم رها کنید و چند گیاه نیز در آکواریوم مانند گیاه کریپتون کاشته شود و به‌صورت معمول هر روز بین یک یا دو بار به ماهی‌ها به میزانی غذا بدهید که بعد دو تا سه دقیقه غذاها توسط ماهی‌ها مصرف شوند. بعد از گذشت مدت مورد نظر چرخه کامل شده‌است و شما بسته به سلیقه و نوع ماهی‌ها موجود در تانک می‌توانید اقدام به رهاسازی ماهی‌های بیشتری در تانک بکنید.[۵]

## کاشت گیاه

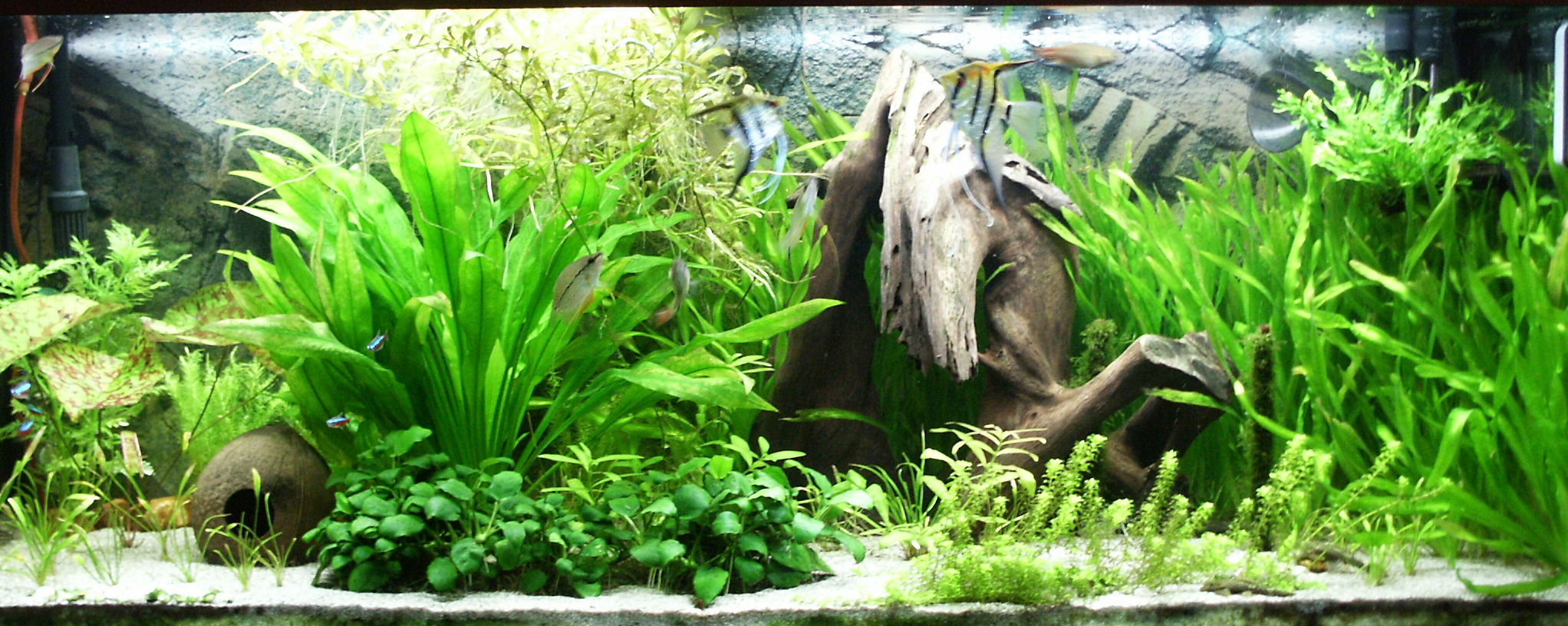
کاشت گیاه در آکواریوم

استفاده از گیاهان مختلف آبزی علاوه بر جلوه و زیبایی خاصی که به آکواریوم می‌دهند باعث طبیعی تر شدن فضای آکواریوم می‌شود و در بهداشت، سلامتی و تصفیه آکواریوم بسیار مؤثر است. گیاهان آکواریوم در کل به سه دسته تقسیم می‌شوند: گیاهان رو آبی، میان آبی و زیر آبی. معروفترین و کاربردی‌ترین آن‌ها عبارتند از: کریپتون، کابومبا (شویدی)، گندمی، سیوی، دم گربه‌ای، پشت قرمزی، برگ آتشین و …

## ماهیان آب شیرین

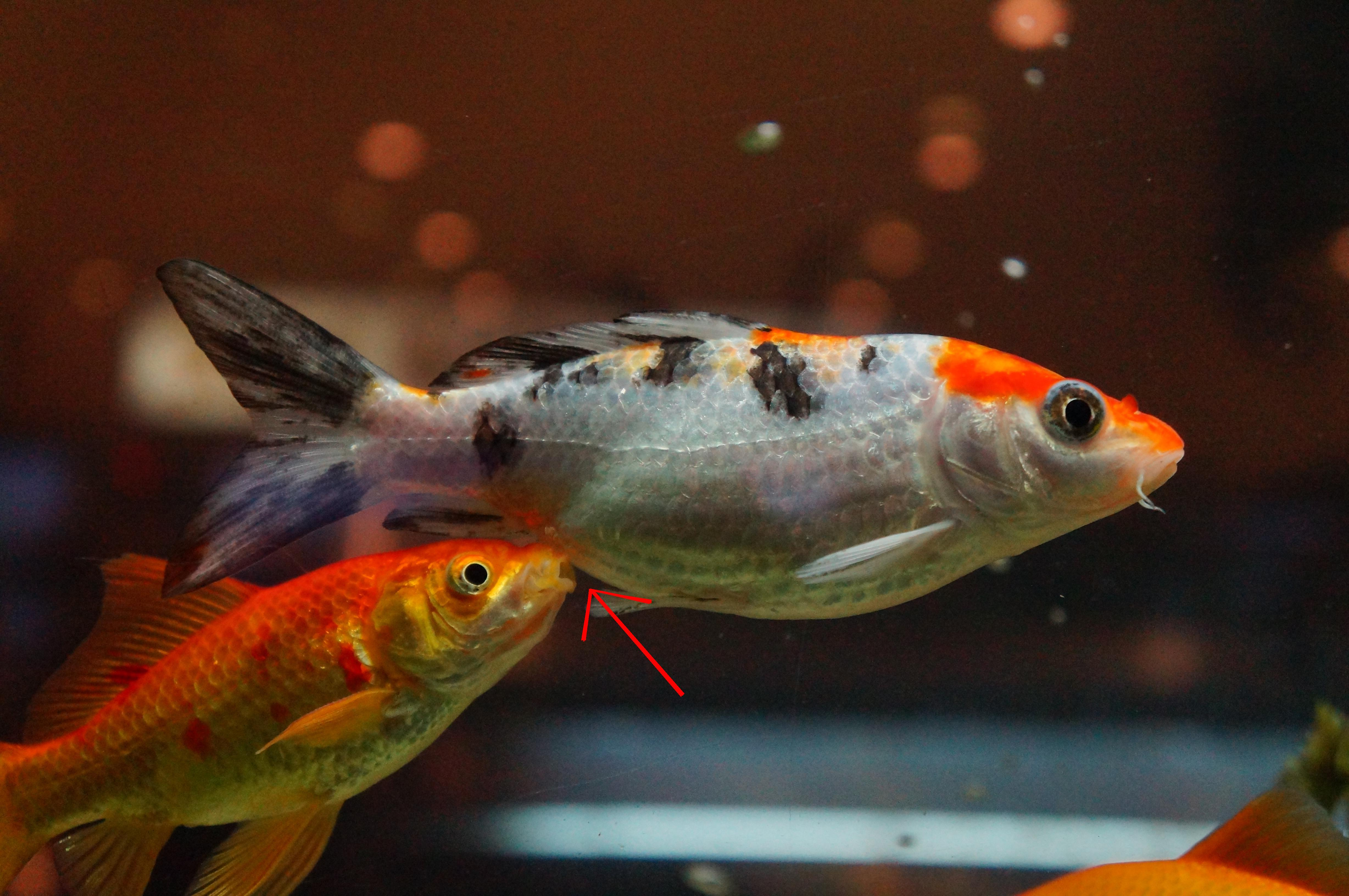

تنوع ماهیان آب شیرین بسیار است که در رده‌های مختلف خانواده، زیر خانواده و گونه تقسیم‌بندی شده‌اند و تعدادی از آن‌ها برای نگهداری در آکواریوم مناسب هستند که معمولاً در ۲ نوع گیاه‌خوار و گوشتخوار معرفی می‌شوند، معروفترین آن‌ها عبارتند از: ماهی قرمز، آنجل، گوپی، مولی، دم شمشیری، سیچلاید، دیسکاس، تایگر، انواع تتراها، بارب، شارک، گورامی، فایتر، اسکار، پنگوسی، نایف، سیلور، آروانا، رامیرزی، اسکات، پیرانا، کوریدوراس و…

## ماهیان آب شور

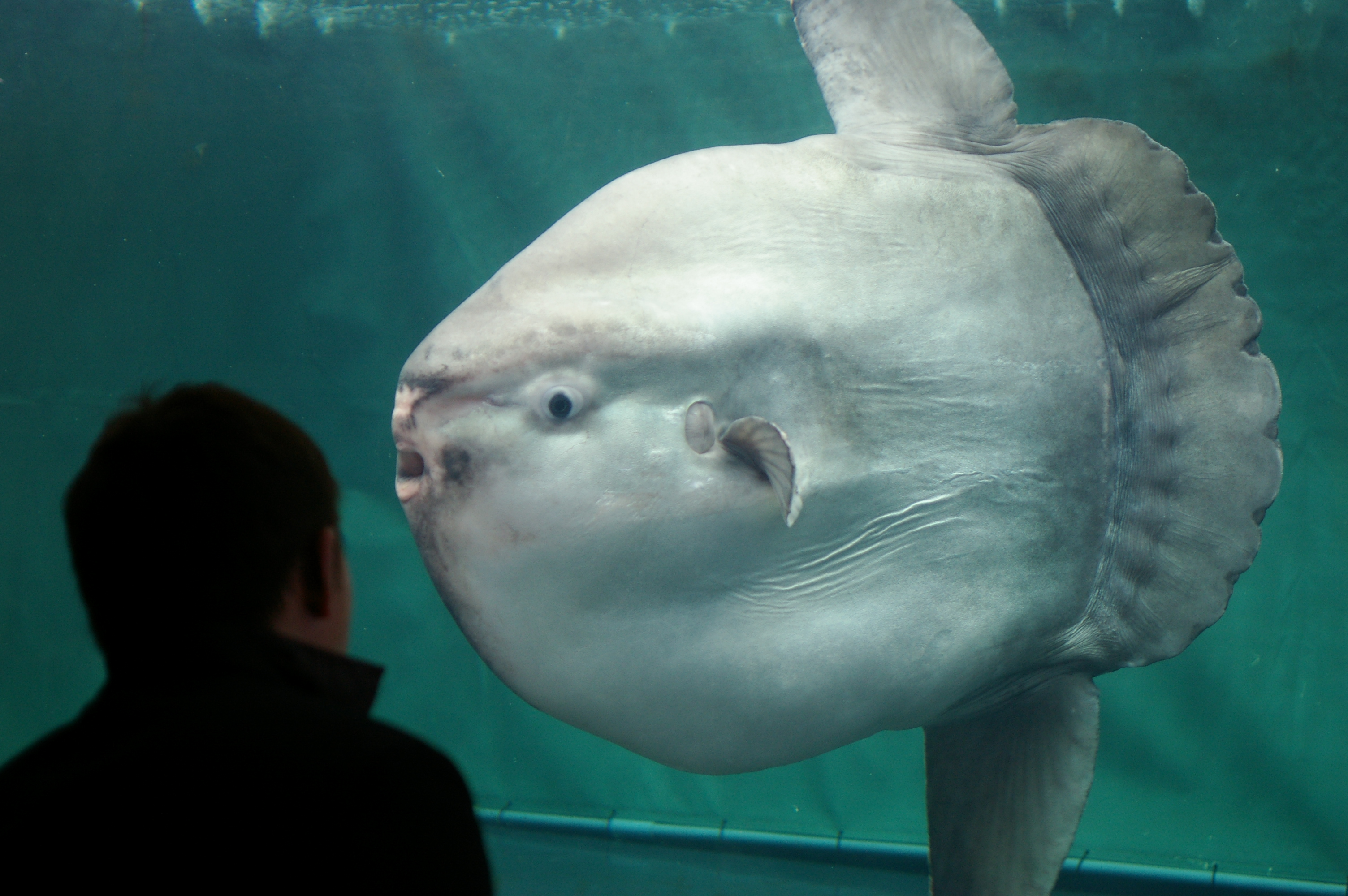
آکواریوم کاسای‌رینکای

تنوع ماهیان آب شور نیز خیلی زیاد است که در رده‌های مختلفی تقسیم‌بندی شده‌اند و نسبت به ماهیان آب شیرین زیباتر و نگهداری آنان سخت‌تر است تعدادی از آن‌ها برای نگهداری در آکواریوم پرورش یافته‌اند، معروفترین آن‌ها عبارتند از: دلقک ماهی، بَسلت، دمسل، کاردینال، پافر، بلنی، راس، تفنگدار، فلاندر، لب شیرین، کرومیس، انگلر، اسبک، انتیاس، گروپر، پروانه ماهی، سفره ماهی و…

## ماهیان گیاه‌خوار[۹]
ماهی‌های گیاه‌خوار، ماهی‌هایی هستند که از گیاهان برای تغذیه و رشد خود استفاده می‌کنند. گوپی، گورامی و مولی از جمله ماهیان گیاه‌خوار هستند. ماهی‌های گیاه‌خوار در طبیعت، در تمام روز مشغول چریدن در میان گیاهان آبزی و جلبک‌های دریایی هستند و با استفاده از گیاهان و جلبک‌ها می‌توانند شکم خود را سیر کنند.

## ماهیان گوشتخوار[۱۰]
ماهی‌های گوشتخوار، ماهی‌هایی هستند که از پروتئین برای تغذیه و رشد خود استفاده می‌کنند. اسکار، نایف، انواع سیچلاید، پرت و پنگوسی از جمله مقاوم‌ترین ماهی‌های گوشتخوار هستند. ماهی‌های گوشت‌خوار در صورتی که ماهی دیگری در دهانش جا بشود قطعاً آن را خواهد بلعید.